# Max Steidel
Max Steidel (* 14. März 1891 in Karlsruhe; † 12. September 1957 in Karlsruhe) war ein deutscher Komponist und Musikwissenschaftler.

## Leben und Werk
Nach dem Besuch der Volksschule war Max Steidel ab 1900 Schüler am Bismarckgymnasium in Karlsruhe, an dem er 1909 sein Reifezeugnis erhielt. Er begann in München ein Studium der Philologie mit den Fächern Deutsch, Französisch und Italienisch. Parallel dazu erhielt er an der Münchner Musikakademie Unterricht in Kompositionslehre bei Professor Courvoisier sowie Gesangsstunden. Anschließend wechselte er an die Universität in Lausanne zu einem Studium der Romanistik. Dort besuchte er während seines Studiums die Musikakademie von Lausanne. Seine Promotion zum Thema Die Zecher- und Schlemmerlieder im deutschen Volksliede bis zum Dreissigjährigen Kriege legte er 1914 in Heidelberg ab. Im Ersten Weltkrieg wurde er in das deutsche Heer eingezogen und kämpfte an der Westfront in den Vogesen. Nach dem Krieg wurde Max Steidel Lehramtspraktikant am Bismarckgymnasium Karlsruhe. Im Jahr 1920 gelang ihm dann als Komponist sein erster großer Erfolg: Seine Oper Walpurgisnacht wurde im Badischen Landestheater in Karlsruhe uraufgeführt. 1925 wurde er nach Durlach an das Markgrafengymnasium versetzt. Er verfasste nun Musikkritiken für Opern und Konzerte beim Residenz-Anzeiger. In dieser Zeit entstanden weitere musikalische Werke. Während des Zweiten Weltkriegs war Max Steidel weiterhin als Lehrer tätig, außerdem als Reserveoffizier des Heeres. Im Jahr 1957 unternahm er eine größere Reise nach Argentinien, von der er schwer erkrankt zurückkehrte. Er verstarb am 12. September 1957 im Alter von 66 Jahren in Karlsruhe. Der Nachlass Max Steidels wird in der Badischen Landesbibliothek aufbewahrt.